# Stretchia inferior
Stretchia inferior är en fjärilsart som beskrevs av Smith 1887. Stretchia inferior ingår i släktet Stretchia och familjen nattflyn. Inga underarter finns listade i Catalogue of Life.